# Ангальт-Бернбург-Шаумбург-Хойм
Ангальт-Бернбург-Шаумбург-Хойм (также Ангальт-Бернбург-Шаумбург-Гойм; нем. Anhalt-Bernburg-Schaumburg-Hoym) — одно из германских княжеств Священной Римской империи. 
Ангальт-Бернбург-Шаумбург-Хойм относился к числу ангальтских княжеств (к которым  также принадлежали Ангальт-Цербст (родина Екатерины II), Ангальт-Бернбург, Ангальт-Кётен, Ангальт-Дессау и др.). Как и остальные ангальтские княжества, управлялся одной из ветвей династии Асканиев. 

## История

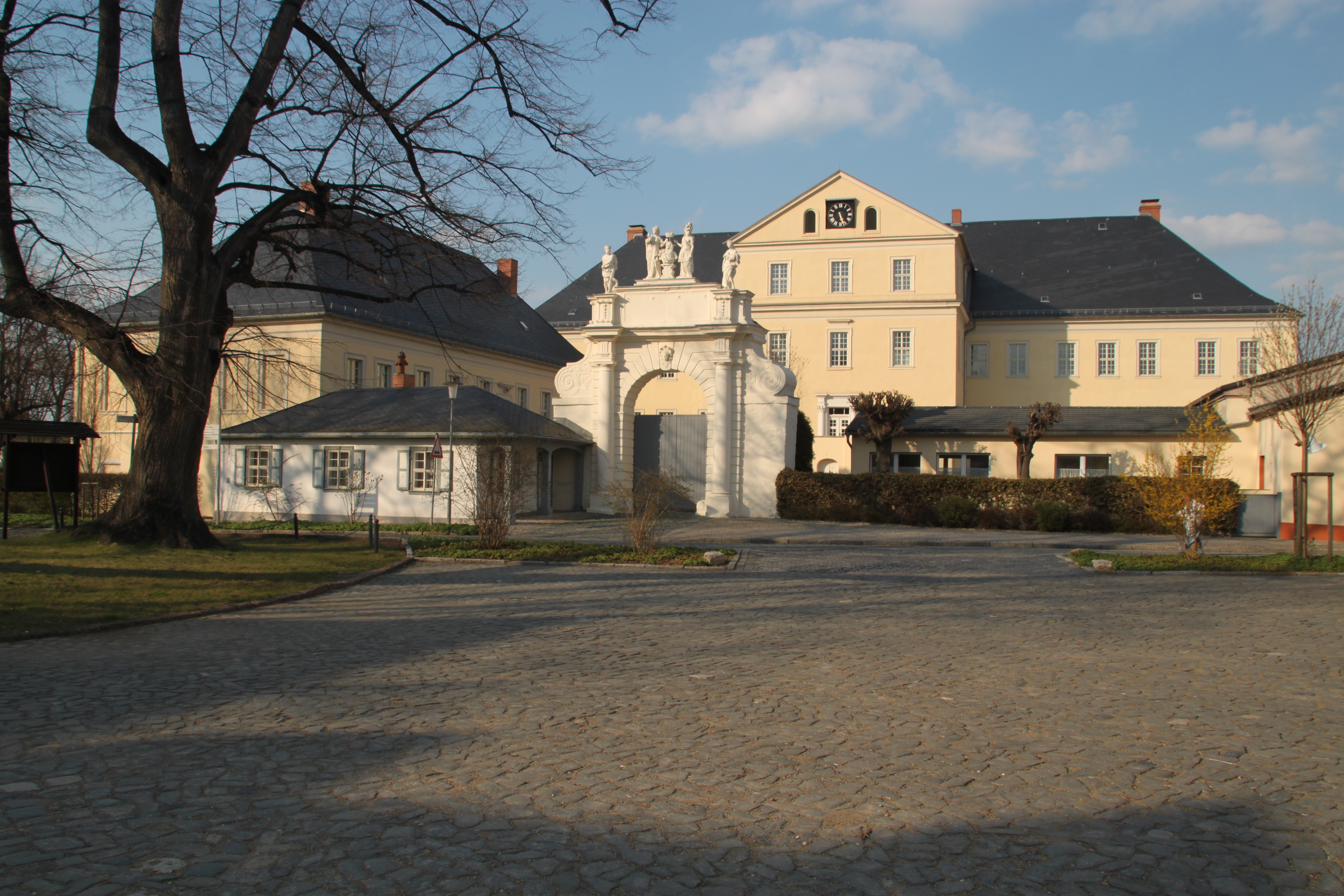
Замок Хойм в одноименном городе — резиденция правителей княжества

Княжество отделилось от Ангальт-Бернбурга в 1718 году, после смерти владетельного князя Виктора I Амадея Ангальт-Бернбургского и раздела земель между его наследниками. Юридически оно представляло собой парагий (удельное княжество), верховный суверенитет над которым сохраняли князья Ангальт-Бернбурга; фактически же существовало полусамостоятельно. Столицей княжества являлся город Хойм. 
Правителем новообразованного княжества стал второй сын Виктора I Амадея, князь Лебрехт. В 1727 году, после смерти Лебрехта, княжеством стал править его сын и наследник, Виктор I.
В качестве удельного княжества Ангальт-Бернбург-Шаумбург-Хойм просуществовал около столетия (1718—1812). История княжества закончилась с кончиной князя Фридриха, который правил им всего несколько месяцев в 1812 году. После этого Ангальт-Бернбург-Шаумбург-Хойм был снова присоединён к Ангальт-Бернбургу.

## Правители
Правители указаны с годами правления:
- Лебрехт (1718—1727)
- Виктор I (1727—1772)
- Карл Людвиг (1772—1806)
- Виктор II (1806—1812)
- Фридрих (1812)